# Cacatua haematuropygia

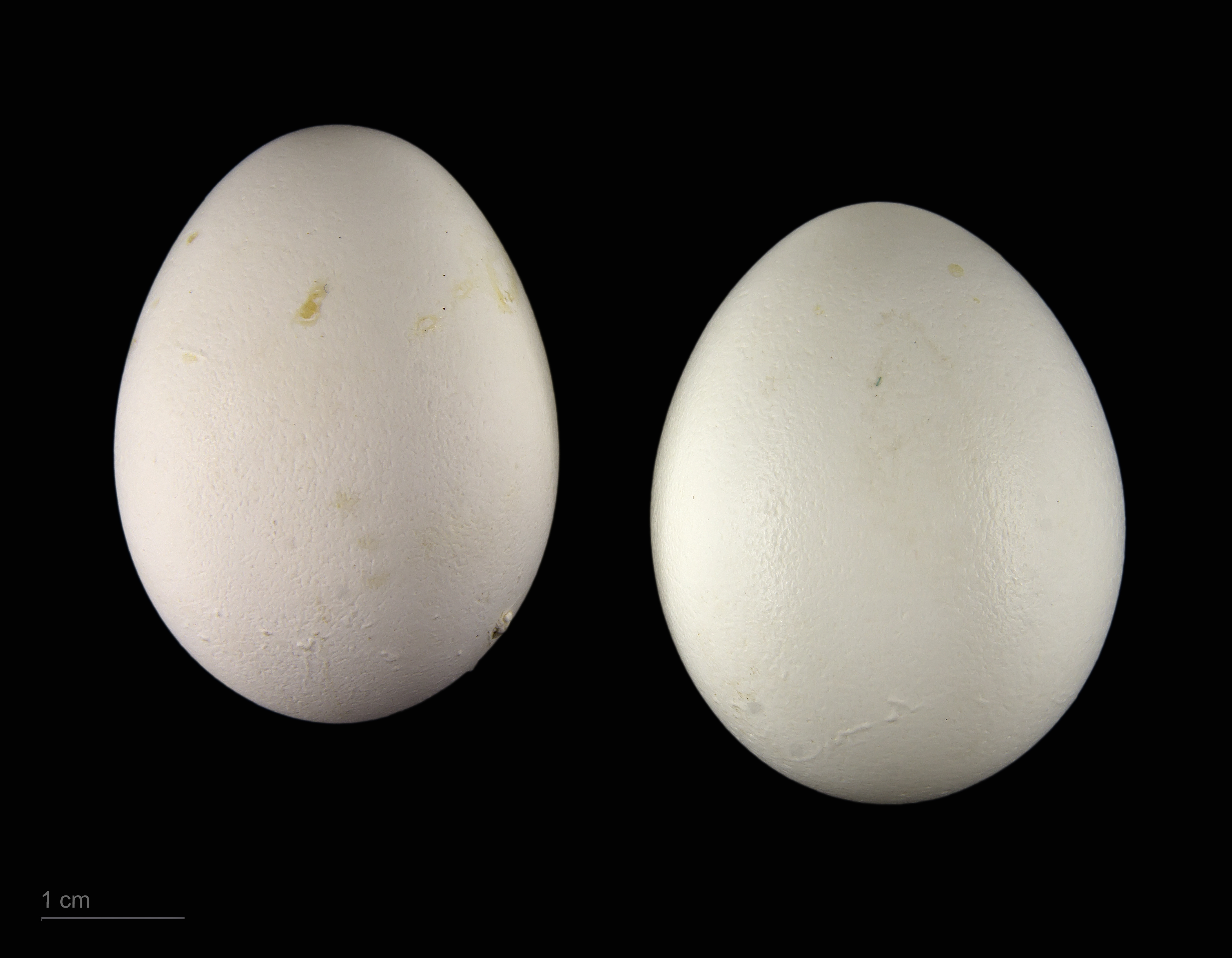
Cacatua haematuropygia - MHNT

A cacatua-das-filipinas, catatua-filipina ou catatua-de-crisso-rubro (nome científico: Cacatua heamaturopygia) é uma espécie de ave, sendo a única cacatua nativa das ilhas Filipinas. Possui uma cauda amarela e vermelha. Atualmente, se encontra em perigo crítico de extinção, sendo ameaçada principalmente pela perda de habitat e pelo tráfico de animais silvestres.